# Flächenrückführung
Unter Flächenrückführung (engl.: surface reconstruction)  versteht man im Bereich des Computer-aided design den Prozess, bei dem eine Polygonfläche in Non-Uniform Rational B-Spline (NURBS)-Flächen umgewandelt wird. Dafür wird eine spezielle Software verwendet. Aus mathematischer Sicht bedeutet die Umwandlung eine Reduktion der beschreibenden Parameter. Die NURBS-Fläche ist im Normalfall eine Kleinste-Quadrate-Approximation, es liegen also nicht alle originalen Punkte in der Fläche. Angewendet wird die Flächenrückführung für Freiformflächen.

## Gesamtprozess
Die Flächenrückführung ist Teil des sogenannten Reverse-engineering-Prozesses. Dazu gehört die Digitalisierung, die Filterung der gemessenen Punkte, die Umwandlung der Punktewolken in Polygonflächen und schließlich die eigentliche Flächenrückführung.
Die Notwendigkeit der Flächenrückführung gründet sich auf zwei Voraussetzungen. Zum einen muss es sich bei den Objektflächen um Freiformflächen handeln, zum anderen müssen die rückgeführten Flächen Ausgangspunkt für mindestens einen weiteren Prozessschritt sein. Das können eine FEM- oder CFD-Rechnung sein oder die Weiterkonstruktion eines Bauteils.

## Einsatzgebiete
Typische Branchen für den Einsatz der Flächenrückführung sind die Automobilindustrie, die Luftfahrtbranche, der Werkzeugbau und der Schiffbau. Gebrauchte Schaufeln von Gasturbinen sind hier ein typisches Beispiel. Die rückgeführten Schaufeln werden als Grundlage für Berechnungen benutzt, um festzustellen, welchen Einfluss die Abnutzung und dadurch bedingte Geometrieveränderungen auf die Leistung haben.

## Flächenrückführung als Dienstleistung
Zahlreiche Unternehmen bieten die Flächenrückführung zusammen mit der Digitalisierung als Dienstleistung an. 

## Genauigkeiten
Die Genauigkeit der Flächenrückführung lässt sich an dem Abstand der ursprünglichen Dreieckspunkte zu der generierten NURBS-Fläche festmachen. Bei komplexen Flächen sind 1/100 mm eher als Untergrenze zu sehen, 3-5/100 mm sind praxistypische Genauigkeiten.

## Software
Eine Flächenrückführung mit einer herkömmlichen CAD-Software ist theoretisch möglich, aufgrund von fehlenden Mechanismen aber sehr aufwendig und deswegen nur in Ausnahmefällen sinnvoll. Es gibt deswegen zahlreiche Programme zur Flächenrückführung, etwa Rapidform, Geomagic, PolyWorks, Pointmaster, Rhino Reverse, VRMesh und Imageware.
Der aufwändigste Teilprozess bei der Flächenrückführung ist die unten beschriebene Patchgenerierung. Einige Softwareprodukte haben dafür eine Automatisierungsfunktionalität integriert.

## Details
Ausgangspunkt der Flächenrückführung ist eine Polygonfläche, die aus Dreiecken aufgebaut ist. Diese Flächen werden im STL-Format gespeichert, welches binär oder ASCII sein kann. 
Der Hauptaufwand bei der Flächenrückführung ist die Einteilung der Polygonfläche in Patches. Einige hunderttausend Dreiecke für das Polygonnetz eines Bauteils sind keine Besonderheit. Die Einteilung wird in einem Kurvennetzwerk festgehalten. Nur sehr einfache Flächen lassen sich durch einen einzigen Patch modellieren. Da die originale Fläche eine flache Struktur aufweist, muss das Kurvennetzwerk  in einer Software von Hand oder durch einen automatischen Algorithmus generiert werden. Ein wichtiges Kriterium dabei ist die lokale Krümmungsverteilung der Fläche. 
Die eigentliche Generierung der NURBS-Flächen (aus einem Patch wird eine NURBS-Fläche generiert) passiert dann automatisch, kann allerdings bei größeren Modellen längere Zeit (bis zu einigen Stunden) in Anspruch nehmen. Die geforderten Stetigkeiten werden dabei gleich berücksichtigt. 
Die Parameter der NURBS-Flächen können in einer STEP- oder IGES-Datei gespeichert werden oder in ein proprietäres Datenformat exportiert werden.

### Stetigkeit
Die erzeugten Patches sind, da sie durch einfache Kurven getrennt werden, a priori {\displaystyle C^{0}}-stetig, d. h. die Patches haben keine Spalte oder Überlappungen. Zusätzlich kann {\displaystyle C^{1}}-Stetigkeit (keine Knicke) und {\displaystyle C^{2}}-Stetigkeit (keine Sprünge in der Krümmungsverteilung) gefordert werden. Die Einhaltung von Stetigkeiten sind zusätzliche Randbedingungen und können zu einer Erhöhung der Abweichung von dem STL-Netz führen.

### Kanten
Die Digitalisierung kann keine Kanten erfassen, deren Radius unterhalb des Punkteabstandes liegt. Deshalb müssen die Kanten bei der  Flächenrückführung synthetisch generiert werden. Einige Softwareprodukte bieten hierzu Funktionen an.